# Genlisea guianensis
Genlisea guianensis este o specie de plante carnivore din genul Genlisea, familia Lentibulariaceae, ordinul Lamiales, descrisă de Nicholas Edward Brown. Conform Catalogue of Life specia Genlisea guianensis nu are subspecii cunoscute.